# Guichi
Der Stadtbezirk Guichi (贵池区; Pinyin: Guìchí Qū) ist ein Stadtbezirk der bezirksfreien Stadt Chizhou in der chinesischen Provinz Anhui. Er hat eine Fläche von 2.514 Quadratkilometern und zählt 631.000 Einwohner (Stand: Ende 2018). Er liegt neben den Stadtbezirken Laoba, Shuangchong, Panjia Shop, Ke Chongzhangjia und Qianchong.